# Lisne, Cernihiv
Lisne (în ucraineană Лісне) este un sat în comuna Borovîkî din raionul Cernihiv, regiunea Cernihiv, Ucraina.

## Demografie
Componența lingvistică a localității Lisne
     Ucraineană (100%)
Conform recensământului din 2001, toată populația localității Lisne era vorbitoare de ucraineană (100%).